# Rhacocleis bonfilsi
Rhacocleis bonfilsi är en insektsart som beskrevs av Galvagni 1976. Rhacocleis bonfilsi ingår i släktet Rhacocleis och familjen vårtbitare. Inga underarter finns listade i Catalogue of Life.